# Gaylord Nelson
Gaylord Anton Nelson (Clear Lake, 4 giugno 1916 – Kensington, 3 luglio 2005) è stato un politico e ambientalista statunitense. Fu il 35º governatore del Wisconsin dal 1959 al 1963. Fu poi eletto senatore degli Stati Uniti, carica che ricoprì dal 1963 al 1981. È stato l'ideatore della Giornata della Terra.